# تصویربرداری زمان‌گریز
تصویربرداری گاه‌گذر یا گاه‌گشتی یا زمان‌گریز (به انگلیسی: Time-lapse photography) شیوه‌ای است که در آن فرکانس ضبط فریم‌ها در یک سکانس، کمتر از فرکانس مشاهده آنها در همان سکانس است. زمانی که نتیجه کار با سرعت عادی پخش می‌شود، به نظر می‌رسد که زمان با سرعت بیشتری می‌گذرد.
مواردی که بیشتر موضوع تصویربرداری زمان‌گریز هستند شامل حرکت ابر، رشد گیاهان، فساد میوه‌ها، پیشرفت ساخت سازه‌ها و تردد مردم در شهرها می‌شود.
در این ارتباط در فیلم‌برداری از این اصول برای تُندنمایی fast motion و به عنوان جلوه استفاده می‌شود. تندنمایی نوعی جلوه است که در آن فیلم‌برداری با سرعتی کمتر از حد معمول انجام می‌شود و سپس فیلم با سرعت عادی به نمایش درمی‌آید تا حرکات عناصر صحنه بر روی پرده تند به نظر آید.

## چگونگی کارکرد
معمولاً فیلم‌ها شامل بیست و چهار فریم در ثانیه هستند. یعنی در هر ثانیه از یک فیلم، بیست و چهار تصویر روی پرده ظاهر می‌شود. در شرایط طبیعی، دوربین بیست و چهار تصویر را در ثانیه ضبط می‌کند. از آنجا که سرعت ضبط و پخش یکی هستند، حرکت تصویر عادی به نظر می‌رسد.
تغییر در سرعت تصاویر روی پرده از حاصل تقسیم سرعت پخش بر سرعت دوربین محاسبه می‌شود؛ بنابراین ضبط تعداد کمتری از تصاویر در ثانیه و پخش آن با سرعت بیشتر، به گریز زمان می‌انجامد.